# ستان كينغ
ستان كينغ (بالإنجليزية: Stan King)‏ هو لاعب دوري الرغبي أسترالي، ولد في 1900، وتوفي في 19 نوفمبر 1949.